# Club Social y Deportivo Sololá
El Club Social y Deportivo Sololá o comúnmente llamado Sololá es un club de fútbol que representa al departamento de Sololá, ubicado en Guatemala. Actualmente se desempeña en la Segunda División de Guatemala, tercera división del fútbol guatemalteco. 
En 2016 llegó a ser campeón del Torneo Apertura de la Segunda División de Ascenso (Tercera) logrando posteriormente su ascenso a Primera (Segunda). En el año 2020 rescató su posición en la categoría al ganar el repechaje por la permanencia 2-0 sobre Sansare. Sorpresivamente, un año después, logró su ascenso al derrotar en penales a Quiché FC, que era el vigente campeón en ese momento.
Participará por primera vez en liga nacional jugando el Apertura 2021, de la temporada 2021-2022.

## Historia
En abril de 2012, por iniciativa del periodista y dirigente deportivo Lic. Jaime Cáceres Ara, se compra una ficha directamente en Segunda División (tercer nivel en el sistema de ligas de Guatemala]) por un valor de 75 mil quetzales, naciendo así el Club Social y Deportivo Sololá: CSD Sololá.

### Club Social y Deportivo Sololá en la Segunda División
El club comenzó a competir desde la temporada 2012-2013, debutando en el Torneo Apertura 2012.
En el Torneo Apertura 2015 fue el segundo de su grupo, el E, solo por debajo de San Pedro FC, accediendo a octavos de final. El rival a vencer fue Juventud San Carlense, a quienes derrotaron por un global de 3 a 2. En los cuartos de final se tuvieron que medir ante el Deportivo Reu, de donde salieron derrotados por un global de 3 a 0.
Para el siguiente torneo, el Clausura 2016, quedaron primeros en el grupo E, volviendo a participar en la fase final del torneo. Esta vez lograron alcanzar las semifinales dejando en el camino al Deportivo Reu en octavos (global 5-4) y a Capitalinos FC en cuartos (global 3-2); cayendo en semifinales ante los Cisnes de Chimaltenango en penales (3-5) luego de empatar la serie a 3 goles.
En la temporada 2016-2017 vivió su mejor momento. En el Torneo Apertura 2016 se consagró campeón de la Segunda División al derrotar en la final al CSD Ayutla por penales, luego de empatar en la final a 1 gol en el Pensativo. En octavos dejó en el camino a Capitalinos FC, en cuartos a Achuapa y en semifinales a Coatepecano IB. Por alcanzar la final se ganó el derecho de jugar las series de ascensos a Primera División.
En el Torneo Clausura 2017 llegaron a la fase final de nuevo, al ser el segundo de su grupo solo por debajo de Panajachel FC. Esta vez no pasaron más allá de octavos al ser vencidos por Camotán FC (2-3 global).

#### Ascenso a Primera División
Las series de ascensos de segunda a primera división solo la pueden jugar los equipos que logran llegar a la final de uno o ambos torneos de una misma temporada.
En la primera serie de ascensos a Sololá le tocó enfrentar al Club Deportivo Sansare. El 10 de junio de 2017, en el estadio Pensativo, Sololá perdía el partido 3 a 1 en tiempo extra, luego de empatar a 1 en tiempo reglamentario.
En la segunda serie de ascenso, Sololá enfrentó al perdedor de la otra llave de la primera serie de ascensos: CSD Ayutla. El 18 de junio, también en el estadio Pensativo, Sololá ascendía a Primera División, tras ganar en penales 4 a 3, después de empatar el partido a 1 en tiempo reglamentario y no poder romper el empate en tiempo extra.

### En Primera División
En el Torneo Apertura 2017 quedó en el Grupo A, donde se encontró con viejos conocidos: como el Deportivo Reu o Chimaltenango; quedando en el segundo lugar de su grupo, ganándose el derecho a jugar la fase eliminatoria que iniciaba en cuartos de final. El rival a enfrentar fue Sacachispas, y a pesar de ganar el partido de vuelta, perdieron la serie 4 a 5.
En los siguientes torneos Sololá fue un equipo de media tabla para abajo, hasta que en 2020, en el Torneo Clausura 2020 y debido a la pandemia de Covid19, toda actividad futbolística se detuvo en el país. El club no tuvo muy buenos resultados a lo largo de toda la temporada, y por lo atípico de la situación, tuvo que jugar la serie por la permanencia en Primera División. Al ser penúltimo de la tabla acumulada del Grupo A, al momento de la cancelación del torneo, le tocó enfrentar al penúltimo de la tabla acumulada del Grupo B: Sansare. El 22 de agosto de 2020, en el estadio Doroteo Guamuch Flores, Sololá derrotaba a Sansare en un partido intenso.
El formato del Torneo Apertura 2020 tuvo que ser cambiado luego del poco tiempo disponible que dejó el encierro provocado por la pandemia.
Los 20 equipos de Primera División fueron repartidos en 4 grupos. Sololá fue segundo del Grupo B luego de 8 jornadas, por debajo del CSD Puerto San José. En este torneo el club alcanzaría la final. En cuartos de final se enfrentaría a San Pedro FC (San Marcos) al que dejaría en el camino de forma dramática. Ganó el partido de ida 1 a 0 en el Xambá. Sin embargo, en el partido de vuelta iba perdiendo 2 a 0 en el municipal San Pedrano, pero al minuto 90+1 Hugo González anotaba el gol que le daba el pase a semifinales por el gol de visita. En semifinales se topó con los Conejos de Mictlán. En el partido de ida los Conejos ganaban en su casa por la mínima, mientras que en la vuelta Sololá ganaba también por la mínima en el Xambá lo que obligaba a tiempos extras. En el minuto 102 Augusto Armando Florián le daba la victoria al club, que llegaba por primera vez a una final en Primera División. Sololá no pudo contra uno de los equipos históricos del futbol guatemalteco: Aurora FC, su rival en la final.
El Torneo Clausura 2021 tuvo el mismo formato que el torneo anterior, pero esta vez el equipo no pudo repetir la hazaña de la campaña anterior, quedando penúltimo de su grupo.

#### Ascenso a Liga Mayor
Como Sololá pudo consagrarse subcampeón del Torneo Apertura 2020, ganó el derecho de jugar las series de ascensos a Liga Mayor. El recinto escogido para las series fue el estadio Pensativo. El 15 de mayo de 2021, y contra todo pronóstico, Sololá derrotaba a Quiché FC, vigente campeón en ese momento, 4 a 1 en penales. Después que en tiempo reglamentario empataran a 1 y en tiempos extras no pudieran desempatar.
El 5 de mayo fallecía el Lic. Cáceres, solo 10 días antes del ascenso de Sololá a liga mayor. Jugadores y aficionados rindieron homenaje el día del ascenso a quien fuera pieza clave en la fundación del club.

### Temporada 2021-2022 en Liga Mayor[17]
El debut del club en el Torneo Apertura 2021 no fue de la mejor manera, cayendo por un aplastante 4-0 ante uno de los equipos más grandes del país: Comunicaciones FC. La primera victoria en Liga Mayor la vería hasta en la jornada 6, y contra el otro de los equipos más grandes del país: CSD Municipal. Un error en la defensa de Municipal sería aprovechado por Juan Diego Gutiérrez De las Casas, quien anotaría el gol de la victoria en el minuto 90+3. Sololá se mantendría de media tabla para abajo a lo largo del torneo, hasta que en la última jornada daría la sorpresa. El club se metería a la fase final gracias a su victoria ante Achuapa y por el empate de Guastatoya contra el FC Santa Lucía. En cuartos de final se vería cara a cara contra el líder de la tabla: Antigua GFC. En casa caería de forma más o menos aceptable 1 a 0, pero en la vuelta sucumbiría ante Antigua por 5 a 1.

### Torneo de Copa 2018-2019
En el torneo de copa de 2018/19 Sololá, al ser un equipo de primera división, inició el torneo desde los 16avos de final. Tuvo un desempeño aceptable, sin embargo no avanzó a la siguiente fase. El equipo con el que fue emparejado fue Xelajú MC. El 12 de septiembre de 2018, en el estadio Xambá, Sololá empataba a 2 goles; y siete días después, el 19, en el Mario Camposeco volvía a empatar, pero esta vez a cero, lo que lo dejaba fuera del torneo por la regla del gol de visita.

## Palmarés

### Torneos Nacionales
| Competición nacional          | Títulos       | Subtítulos    |
| ----------------------------- | ------------- | ------------- |
| Primera División de Guatemala |               | Apertura 2020 |
| Segunda División de Guatemala | Apertura 2016 |               |

## Estadio
El CSD Sololá juega sus partidos de local en el estadio Xambá